# يانوس كاجدي
يانوس كاجدي (بالمجرية: Kajdi János)‏ (30 ديسمبر 1939 – 10 أبريل 1992) هو ملاكم مجري راحل، مثّل بلاده في الألعاب الأولمبية الصيفية في دورات 1964 و1968 و1972.

## روابط خارجية
يانوس كاجدي على موقع أوليمبيديا (الإنجليزية)
- يانوس كاجدي على موقع اللجنة الأولمبية المجرية (الهنغارية)